# Contrabando de ovos de bicho-da-seda para o Império Bizantino
Em meados do século VI, dois monges, com o apoio do imperador bizantino Justiniano I, conseguiram contrabandear ovos de bicho-da-seda para o Império Bizantino, o que levou ao estabelecimento de uma indústria bizantina nativa da seda. Essa aquisição de bichos-da-seda da China permitiu que os bizantinos tivessem o monopólio da seda na Europa.

## Contexto

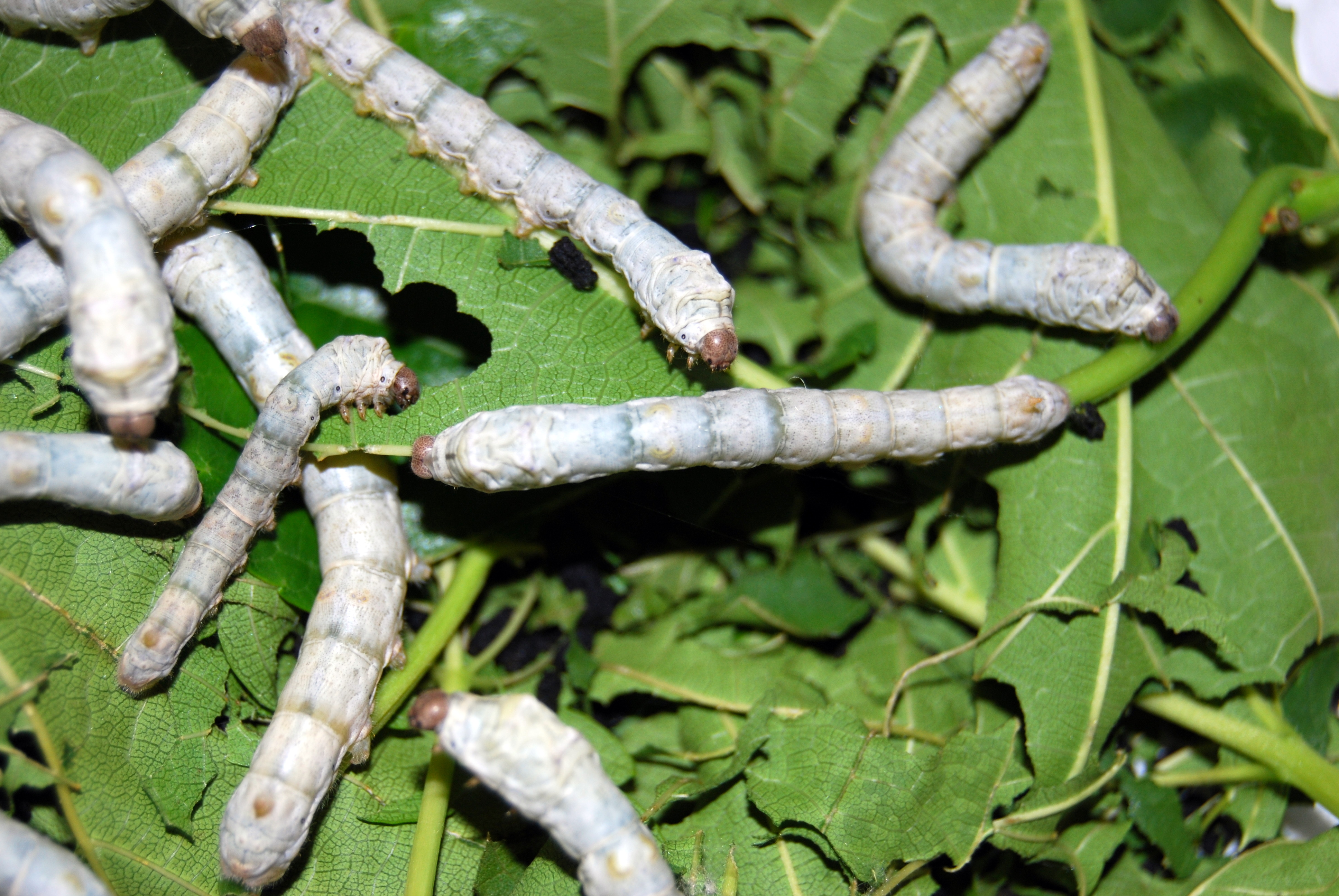
Vermes da seda

A seda, que foi produzida pela primeira vez durante o quarto milênio a.C. pelos chineses, era uma mercadoria valiosa ao longo da Rota da Seda. No século I, havia um fluxo constante de seda para o Império Romano. Com a ascensão do Império Sassânida e as subsequentes Guerras Romano-Persas, importar seda para a Europa tornou-se cada vez mais difícil e caro. Os persas controlavam estritamente o comércio em seu território e suspendiam o comércio em tempos de guerra. Consequentemente, o imperador bizantino Justiniano I tentou criar rotas comerciais alternativas para Sogdiana, que na época havia se tornado um importante centro de produção de seda: uma ao norte via Crimeia e outra ao sul via Etiópia. O fracasso desses esforços levou Justiniano I a procurar outro lugar.

## Expedição

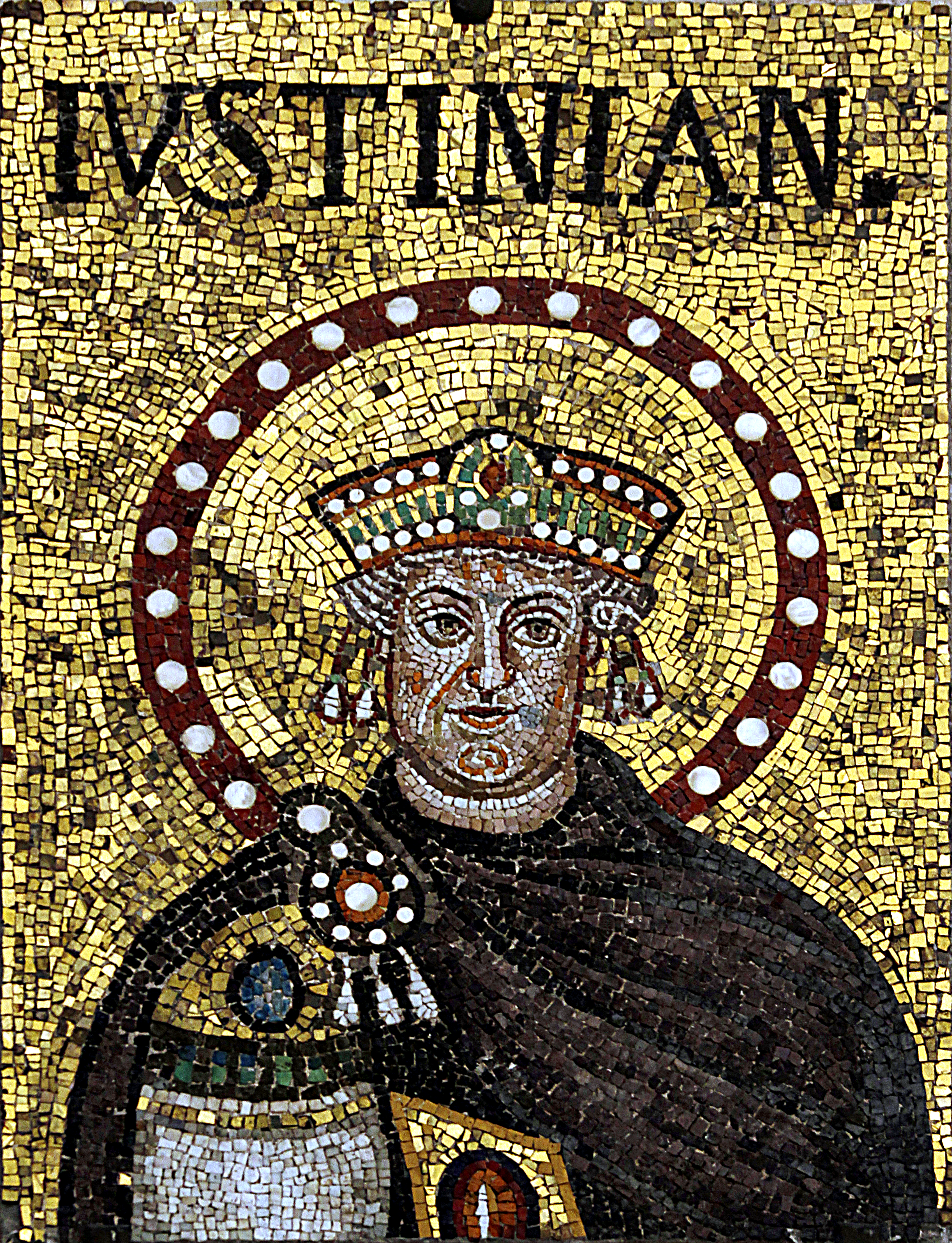
Mosaico de Justiniano I

Dois monges não identificados (provavelmente membros da Igreja Nestoriana) que haviam pregado o Cristianismo na Índia (Igreja do Oriente na Índia), fizeram seu caminho para a China em 551. Enquanto eles estavam na China, eles observaram os métodos intrincados para criar bichos-da-seda e produzir seda. Este foi um desenvolvimento chave, já que os bizantinos pensavam anteriormente que a seda era feita na Índia. Em 552, os dois monges procuraram Justiniano I. Em troca de suas promessas generosas, mas desconhecidas, os monges concordaram em adquirir os bichos-da-seda da China. Eles provavelmente viajaram por uma rota do norte ao longo do Mar Negro, levando-os através da Transcaucásia e do Mar Cáspio.

## Impacto

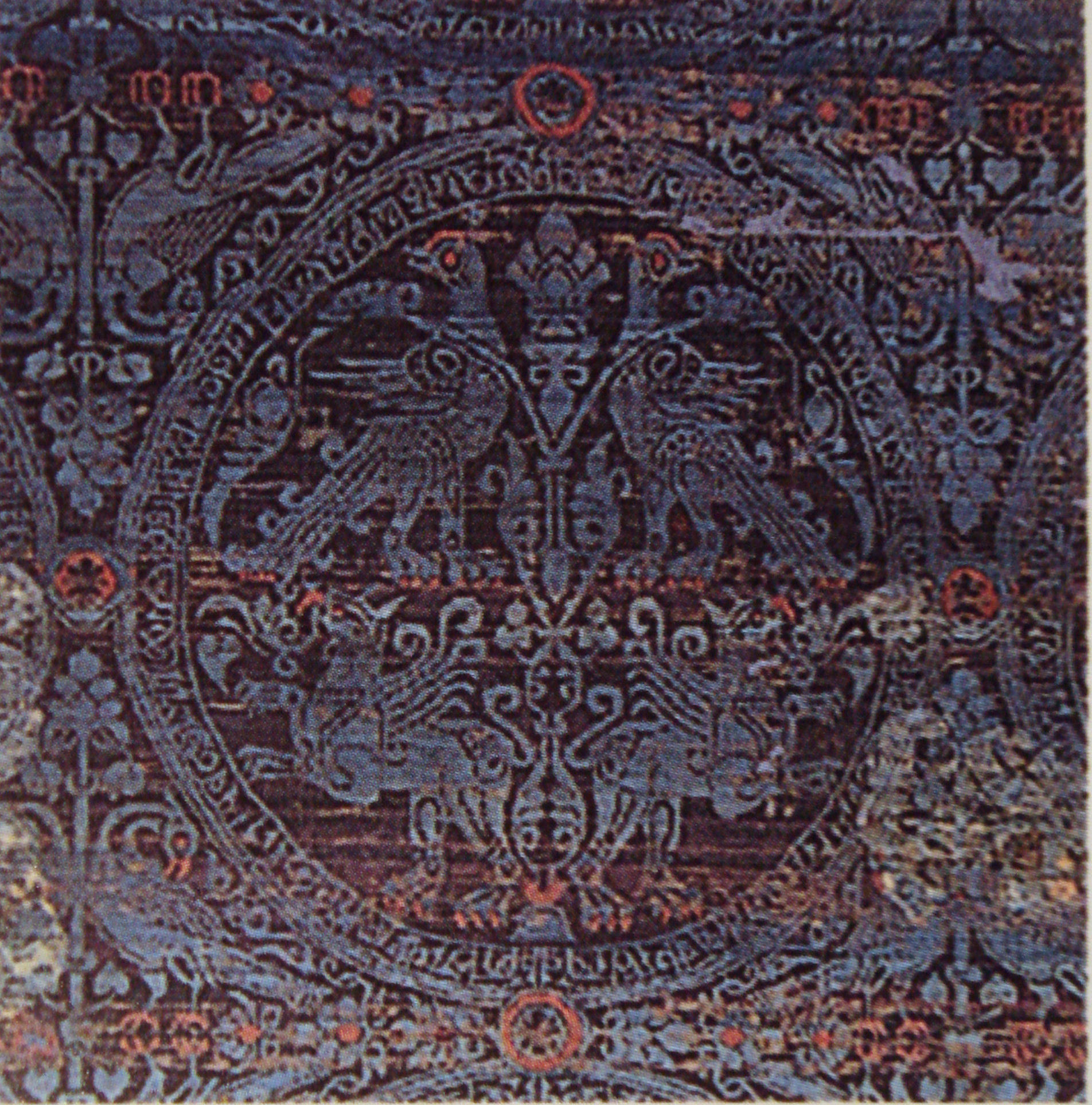
Seda Bizantina

Pouco depois da expedição, havia fábricas de seda em Constantinopla, Beirute, Antioquia, Tiro e Tebas. Os bichos-da-seda adquiridos permitiram que o Império Bizantino tivesse o monopólio da seda na Europa. A aquisição também quebrou os monopólios da seda chinesa e persa. O monopólio resultante foi a base para a economia bizantina pelos próximos 650 anos, até o seu desaparecimento em 1204. Roupas de seda, especialmente aquelas tingidas de púrpura imperial, quase sempre eram reservadas para a elite em Bizâncio, e seu uso estava codificado nas leis suntuárias. A produção de seda na região ao redor de Constantinopla, particularmente na Trácia, no norte da Grécia, continua até o presente.

## Na cultura popular
Na temporada 1, episódio 4 da série Marco Polo da Netflix, lançada em 2014, dois homens são pegos contrabandeando bichos-da-seda em suas bengalas. O Khan deve decidir se os matará ou não por seu crime, que é punível com a morte, mas ele mostra misericórdia e permite que Marco Polo decida seu destino.